# Шерер-Кестнер, Огюст
Огю́ст Шере́р-Кестне́р (фр. Auguste Scheurer-Kestner; 13 февраля 1833 года, Тан, Эльзас — 19 сентября 1899 года, Баньер-де-Люшон) — французский химик и политический деятель.

## Биография
Родился в семье Шерер, протестантов в городе Тан. Был директором первой французской фабрики химических веществ «Thann et Mulhouse» в своём городе. Женившись на Сели́н Кестне́р в 1856 году, добавил к своему имени фамилию жены.

### Политическая деятельность
В эпоху второй империи Шерер-Кестнер вращался в оппозиционных кружках. В 1862 г. по делу Вермореля был арестован и приговорён к трёхмесячному тюремному заключению. После освобождения вернулся в родной город Тан, где занялся научными работами по химии. В то же время Шерер-Кестнер уделял много внимания вопросу об улучшении положения рабочих, устраивал союзы взаимопомощи рабочих и сделал попытку организации участия рабочих в прибылях на фабриках своего отца.
Когда вспыхнула франко-прусская война 1870 г., Шерер-Кестнер занялся организацией национальной самообороны в Эльзасе. Позже Гамбетта поручил ему заведование лабораторией взрывчатых веществ в Сетте. В 1871 г. Шерер-Кестнер был избран в депутаты национального собрания, но после заключения мирного договора, по которому Эльзас был уступлен Германии, вышел, вместе с другими эльзасскими депутатами, из состава национального собрания. Избранный вновь в том же году, стал одним из основателей «республиканского союза» (партии Гамбетты).

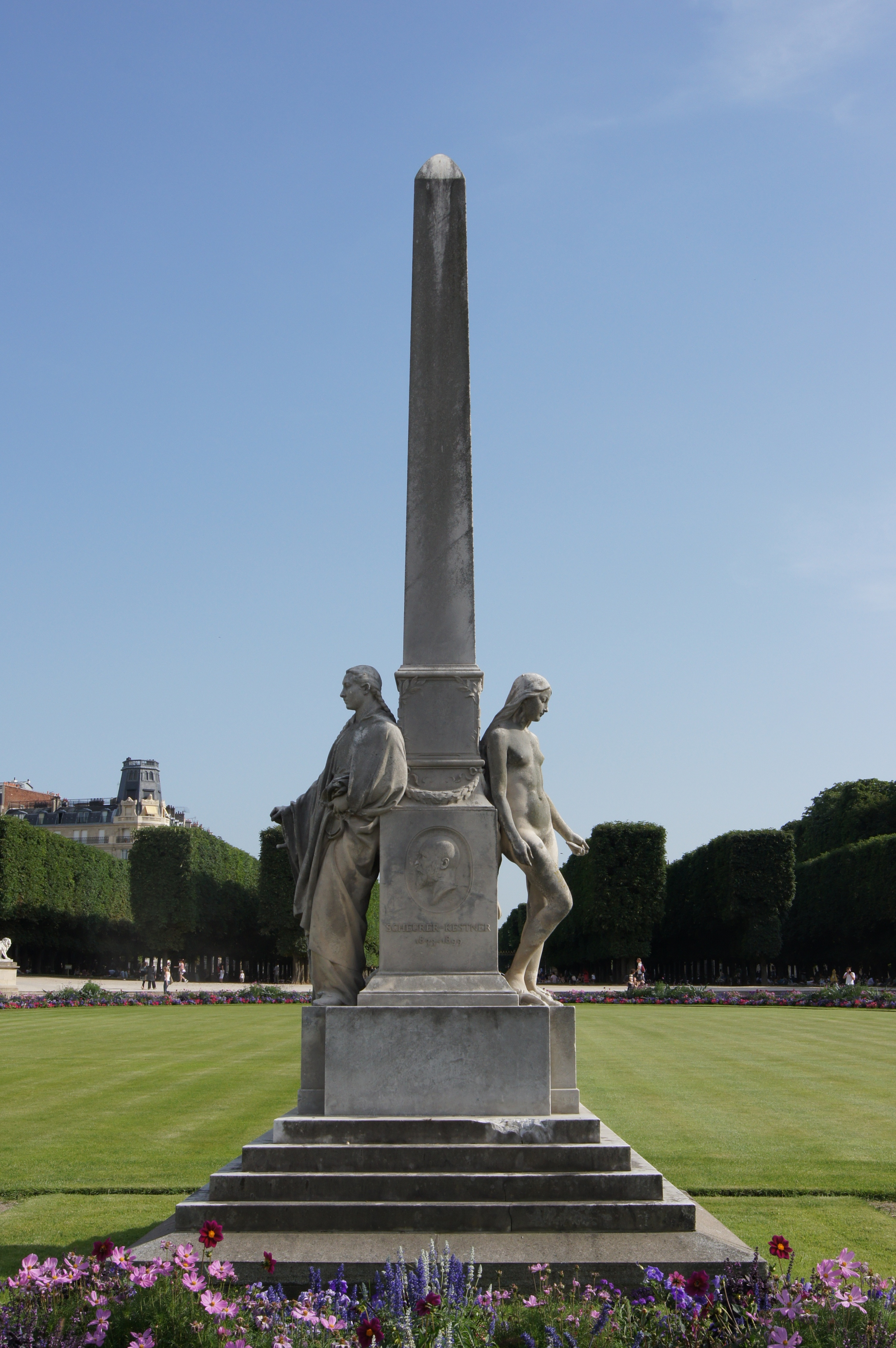
Мемориальная стелла в честь Огюста Шерер-Кестнера в Люксембургском саду Парижа открыта 11 февраля 1908 года; скульптор Жюль Далу.

Вступив в конце 1875 года в сенат, Шерер-Кестнер был опорой оппозиции против правительства Мак-Магона. Более десяти лет состоял вице-президентом сената; принимал деятельное участие в выработке многих законопроектов экономического и финансового содержания, законов о школьной реформе и др. Был одним из борцов против буланжизма и сыграл видную роль в выяснения истины в деле Дрейфуса: его открытое заявление о необходимости пересмотра процесса произвело, ввиду его безупречной репутации, огромное впечатление на французское общественное мнение.
С 1879 по 1884 годы Шерер-Кестнер состоял одним из редакторов газеты «République Française».

## Публикации
Его научные работы по прикладной химии и технологии печатались в «Comptes rendus de l’Académie des sciences» (Известия Академии наук) и «Annales de chimie et de physique» (Анналы химии и физики).